# Bittacus panamensis
Bittacus panamensis is een schorpioenvlieg uit de familie van de hangvliegen (Bittacidae). De wetenschappelijke naam van de soort is voor het eerst geldig gepubliceerd door Byers in 1958.
De soort komt voor in Costa Rica, Panama en Venezuela.